# Laurence Olivier Awards 2009
Die 33. Laurence Olivier Awards 2009 wurden von der Society of London Theatre in London vergeben, um herausragende Theater- und Musicalproduktionen zu würdigen. Ausgezeichnet wurden Produktionen der Theatersaison 2008/2009.

## Hintergrund
Der Laurence Olivier Award (auch Olivier Award) ist ein seit 1976 jährlich vergebener britischer Theater- und Musicalpreis. Er gilt als höchste Auszeichnung im britischen Theater und ist vergleichbar mit dem Tony Award am amerikanischen Broadway. Verliehen wird die Auszeichnung von der Society of London Theatre. Ausgezeichnet werden herausragende Darsteller und Produktionen einer Theatersaison, die im Londoner West End zu sehen waren. Die Auszeichnungen hießen zunächst Society of West End Theatre Awards und wurden 1985 zu Ehren des renommierten britischen Schauspielers Laurence Olivier in Laurence Olivier Awards umbenannt. Die Nominierten und Gewinner der Laurence Olivier Awards „werden jedes Jahr von einer Gruppe angesehener Theaterfachleute, Theaterkoryphäen und Mitgliedern des Publikums ausgewählt, die wegen ihrer Leidenschaft für das Londoner Theater“ bekannt sind.

## Gewinner und Nominierte
| Bestes neues Theaterstück | Bestes neues Musical |
| --- | --- |
| - Black Watch von Gregory Burke – Barbican Centre - August: Osage County von Tracy Letts – National Theatre Lyttelton - That Face von Polly Stenham – Duke of York’s Theatre - The Pitmen Painters von Lee Hall – National Theatre Cottesloe | - Jersey Boys – Prince Edward Theatre - Zorro – Garrick Theatre |
| Beste Wiederaufnahme Theaterstück | Beste Wiederaufnahme Musical |
| - The Histories – Roundhouse - The Chalk Garden – Donmar Warehouse - The Norman Conquests – Old Vic Theatre | - La Cage aux Folles – Playhouse Theatre - Piaf – Donmar Warehouse / Vaudeville Theatre - Sunset Boulevard – Comedy Theatre - West Side Story – Sadler’s Wells Theatre |
| Beste neue Comedy | Bestes Entertainment |
| - God of Carnage von Yasmina Reza, übersetzt von Christopher Hampton – Gielgud Theatre - Fat Pig von Neil LaBute – Comedy Theatre - The Female of the Species von Joanna Murray-Smith – Vaudeville Theatre | - La Clique – Hippodrome - Brief Encounter – Cinema Haymarket - Maria Friedman: Rearranged – Trafalgar Studios |
| Bester Darsteller Theaterstück | Beste Darstellerin Theaterstück |
| - Derek Jacobi als Malvolio in Twelfth Night – Wyndham’s Theatre / Donmar Warehouse - David Bradley als Spooner in No Man’s Land – Duke of York’s Theatre - Michael Gambon als Hirst in No Man’s Land – Duke of York’s Theatre - Adam Godley als Raymond Babitt in Rain Man – Apollo Theatre | - Margaret Tyzack als Mrs St. Maugham in The Chalk Garden – Donmar Warehouse - Deanna Dunagan als Violet Weston in August: Osage County – National Theatre Lyttelton - Lindsay Duncan als Martha in That Face – Duke of York’s Theatre - Penelope Wilton als Miss Madrigal in The Chalk Garden – Donmar Warehouse                                                      |
| Bester Darsteller Musical | Beste Darstellerin Musical |
| - Douglas Hodge als Albin in La Cage aux Folles – Playhouse Theatre - Denis Lawson als Georges in La Cage aux Folles – Playhouse Theatre - Ryan Molloy als Frankie Valli in Jersey Boys – Prince Edward Theatre - Matt Rawle als Zorro in Zorro – Garrick Theatre | - Elena Roger als Édith Piaf in Piaf – Donmar Warehouse / Vaudeville Theatre - Sofia Escobar als Maria in West Side Story – Sadler’s Wells Theatre - Kathryn Evans als Norma Desmond in Sunset Boulevard – Comedy Theatre - Ruthie Henshall als Marguerite in Marguerite – Theatre Royal Haymarket - Emma Williams als Luisa in Zorro – Garrick Theatre                |
| Beste Leistung in einer Nebenrolle Theaterstück | Beste Leistung in einer Nebenrolle Musical |
| - Patrick Stewart als King Claudius und King Hamlet’s Ghost in Hamlet – Novello Theatre - Oliver Ford Davies als Polonius in Hamlet – Novello Theatre - Kevin R. McNally als Lebedev in Ivanov – Wyndham’s Theatre, Donmar Warehouse - Paul Ritter als Reg in The Norman Conquests – Old Vic Theatre | - Lesli Margherita als Inez in Zorro – Garrick Theatre - Alexander Hanson als Otto in Marguerite – Theatre Royal Haymarket - Katherine Kingsley als Marlene Dietrich in Piaf – Donmar Warehouse / Vaudeville Theatre - Jason Pennycooke als Jacob in La Cage aux Folles – Playhouse Theatre - Dave Willetts als Max von Mayerling in Sunset Boulevard – Comedy Theatre |
| Beste Opernkompagnie | |
| - The Histories – Roundhouse - August: Osage County – National Theatre Lyttelton - Black Watch – Barbican Centre - Sunset Boulevard – Comedy Theatre - The Norman Conquests – Old Vic Theatre | |
| Bester Regisseur / Beste Regisseurin | Bester Choreograph / Beste Choreographin |
| - John Tiffany für Black Watch – Barbican Centre - Terry Johnson für La Cage aux Folles – Playhouse Theatre - Des McAnuff für Jersey Boys – Prince Edward Theatre - Emma Rice für Brief Encounter – Cinema Haymarket | - Steven Hoggett für Black Watch – Barbican Centre - Rafael Amargo für Zorro – Garrick Theatre - Lynne Page für La Cage aux Folles – Playhouse Theatre - Kate Prince für Into the Hoods – Novello Theatre - Sergio Trujillo für Jersey Boys – Prince Edward Theatre |
| Bester Bühnenbildner / Beste Bühnenbildnerin | Bester Kostümdesigner / Beste Kostümdesignerin |
| - Todd Rosenthal für August: Osage County – National Theatre Lyttelton - Paul Brown für Marguerite – Theatre Royal Haymarket - Soutra Gilmour für The Collection and The Lover – Comedy Theatre - Neil Murray für Brief Encounter – Cinema Haymarket - Tom Piper für The Histories – Roundhouse | - Tom Piper und Emma Williams für The Histories – Roundhouse - Rob Howell für The Norman Conquests – Old Vic Theatre - Christopher Oram für Twelfth Night – Wyndham’s Theatre / Donmar Warehouse - Matthew Wright für La Cage aux Folles – Playhouse Theatre |
| Bester Lichtdesigner / Beste Lichtdesignerin | Bester Sounddesigner / Beste Sounddesignerin |
| - Paule Constable für The Chalk Garden – Donmar Warehouse - Neil Austin für No Man’s Land – Duke of York’s Theatre - Neil Austin für Piaf – Donmar Warehouse / Vaudeville Theatre - Paule Constable für Ivanov – Wyndham’s Theatre / Donmar Warehouse | - Gareth Fry für Black Watch – Barbican Centre - Simon Baker für Brief Encounter – Cinema Haymarket - Steve C. Kennedy für Jersey Boys – Prince Edward Theatre - Ben Ringham, Max Ringham und Christopher Shutt für Piaf – Donmar Warehouse / Vaudeville Theatre |
| Herausragende Leistungen Ballett | Beste neue Ballettproduktion |
| - Das Ensemble für Impressing the Czar, Royal Ballet of Flanders – Sadler’s Wells Theatre - Maurice Chestnut, Marshall Davis Jr. und Savion Glover in Bare Soundz – Sadler’s Wells Theatre - Das Ensemble für Infra, The Royal Ballet – Royal Opera House | - Café Müller und The Rite of Spring, Tanztheater Wuppertal – Sadler’s Wells Theatre - Impressing the Czar, Royal Ballet of Flanders – Sadler’s Wells Theatre - Infra, The Royal Ballet – Royal Opera House - To Be Straight with You, DV8 Physical Theatre – National Theatre Lyttelton                                                                               |
| Herausragende Leistungen Oper | Beste neue Opernproduktion |
| - Edward Gardner als Dirigent von Boris Godunov, Cavalleria rusticana, Der Rosenkavalier und Pagliacci, English National Opera – London Coliseum und Punch and Judy – Young Vic Theatre - Patricia Bardon in Partenope und Riders to the Sea, English National Opera – London Coliseum und The Rake’s Progress, The Royal Opera – Royal Opera House - Ferruccio Furlanetto in Don Carlo, The Royal Opera – Royal Opera House - Christine Rice in Partenope, English National Opera – London Coliseum und The Minotaur, The Royal Opera – Royal Opera House | - Partenope, English National Opera – London Coliseum - Don Carlo, The Royal Opera – Royal Opera House - Pagliacci, English National Opera – London Coliseum - The Minotaur, The Royal Opera – Royal Opera House |
| Herausragende Theaterleistungen | |
| - The Pride – Royal Court Theatre - Das Ensemble für Oxford Street – Royal Court Theatre - Jo Newbery als Bühnenbildner von Scarborough – Royal Court Theatre - Clive Rowe in Mother Goose – Hackney Empire | |

## Sonderpreise
| Kategorie                         | Preisträger    |
| --------------------------------- | -------------- |
| Sonderpreis der Society of London | Alan Ayckbourn |

## Statistik

### Mehrfache Nominierungen
- 7 Nominierungen: La Cage aux Folles
- 5 Nominierungen: Black Watch, Jersey Boys, Piaf und Zorro
- 4 Nominierungen: August: Osage County, Brief Encounter, Sunset Boulevard, The Chalk Garden, The Histories und The Norman Conquests
- 3 Nominierungen: Marguerite, No Man’s Land und Partenope
- 2 Nominierungen: Don Carlo, Hamlet, I pagliacci, Impressing the Czar, Infra, Ivanov, That Face, The Minotaur, Twelfth Night und West Side Story

### Mehrfache Gewinne
- 4 Gewinne: Black Watch
- 3 Gewinne: The Histories
- 2 Gewinne: La Cage aux Folles und The Chalk Garden